# Chilomycterus
Genre
Chilomycterus est un genre de poissons de l'ordre des Tetraodontiformes, appartenant à la famille des poissons porc-épic.
Comme l'ensemble des membres de cette famille, ces poissons possèdent la capacité de gonfler leur corps, qui est couvert d'épines, et leurs dents sont fusionnées en une structure ressemblant à un bec.
Leurs épines, qui sont toutes inamovibles, permettent de distinguer les membres de ce genre des autres Diodontidae. Cependant, c'est aussi le cas des genres Cyclichthys. 
La taxinomie de ce groupe est très incertaine, et aucune étude cladistique ne permet d'objectiver la situation. Leis  divise le genre en deux parties: d'un côté les Chylomycterus "stricto-sensu" constitué que d'une seule espèce, Chilomycterus reticulatus, qui est un poisson des eaux tropicales, et d'un autre côté les Chylomycterus de l'océan atlantique. 

## Liste des espèces
- Chilomycterus reticulatus (Linnaeus, 1758) est l'espèce-type, dont Chilomycterus affinis Günther, 1870 et Chilomycterus atringa (Linnaeus, 1758) sont deux probables synonymes. Il s'agit d'une espèce des eaux tropicales.

- Chilomycterus antennatus (Cuvier, 1816)
- Chilomycterus antillarum Jordan et Rutter, 1897, dont Chilomycterus geometricus (Bloch et Schneider, 1801) est un probable synonyme[2].
- Chilomycterus schoepfii (Walbaum, 1792), dont Chilomycterus geometricus, var. lineatus (Bloch et Schneider, 1801) est un probable synonyme[2].
- Chilomycterus spinosus (Linnaeus, 1758), divisé par Leis en deux sous-espèces: spinosus spinosus et spinosus mauretanicus.